# Matjaž Farič
Matjaž Farič, slovenski plesalec, koreograf in režiser
Začetek Matjaževe plesno-koreografske kariere sega v osemdeseta leta dvajsetega stoletja. Šola se na mariborski baletni šoli in na dresdenski Palucca Schule ter na Akademiji za gledališče, radio, film in televizijo v Ljubljani. V bogati karieri pa ustanovi več plesnih skupin. S prvo, Vzhodnim plesnim projektom, ustvari niz zgodnjih del: Šesti april in Zlom (1988), Rdeči alarm (1989), Emotional (1990), Icht (1991). Leta 1988 pleše v Baletnem observatoriju ZENIT skupine Rdeči pilot, naslednje leto koreografira v Dramskem observatoriju ZENIT. V Slovenskem mladinskem gledališču postavi predstavo Veter, pesek in zvezde ter zanjo leta 1991 prejme nagrado Borštnikovega srečanja za avtorski projekt. Leta 1993 predstavi “potoples” DERR in Solo. Sledijo preinterpretacije baletnih klasik: Labodje jezero (1994), Romeo in Julija (1995), Posvetitev pomladi (1996), Trilogija, zadnje dejanje (1997). V sezoni 1997/98 v Plesnem teatru Ljubljana ustvari predstavo Klon in njeno skrajšano različico RAM; naslednje leto nastane Otok. Jeseni 1999 ustanovi skupino Flota, s katero kot hišni koreograf Cankarjevega doma uprizori najprej Terminal (v tedniku Mladina razglašen za slovensko predstavo leta 1999), leta 2000 predstavo 10 stopinj pod 0 in leta 2001 Pohujšanje. Leta 2002 nastaneta solistični projekt 3.oLo in predstava Govori mi svoje telo, leta 2003 ustvari Krog v telesu – kvadrat v glavi in leta 2004 Bari. Na tujem v sezoni 1988/89 pleše v predstavah amsterdamske skupine Testworks, kot koreograf sodeluje s Studiem za sodobni ples iz Zagreba (uprizori predstavi Stravinski i ja, 1995, in Posvećenje proljeća, 2004) ter z Diversions Dance Company iz Cardiffa (From the Desert Through the Forest, 1997). Leta 2004 postavi predstavo BETA za francosko Compagnie Coline. Kot koreograf sodeluje pri nastajanju opernih in gledaliških predstav v Ljubljani, Novi Gorici, Celju, Mariboru, Celovcu, Zagrebu, na Reki in v Antwerpnu – najpogosteje v režijah Vita Tauferja (Odisej i sin, Kraljevo, Timon Atenski, Tartif, Sneguljčica in sedem palčkov, Maškarada, ZANG TUMB TUUUM), Eduarda Milerja (Magic and Loss, Susn, Gospodična Julija) in Matjaža Zupančiča (Opera za tri groše, Hodnik, Hamlet). Leto 2006 označi dvajset let delovanja s tremi premierami:  Nemotelonemepesmi, Zakajbimekdoustavil in Sama, slednja nastane v koprodukciji s francosko plesno skupino Coline, s katero kasneje ustvari še delo Odpotovani. Med novejšimi plesnimi deli izstopata predstava Srh (2009), nastala v sodelovanju s skladateljem Milkom Lazarjem in avtorski solo Rdeča - sled (2016), ki je nastal ob tridesetletnici delovanja. Matjaž Farič se vse bolj uveljavlja tudi kot gledališki in operni režiser.  
Matjaž Farič je umetniški vodja zavoda Flota in plesnega festivala Front@.

## Pomembnejša priznanja
nagrada na Tekmovanju novega plesa v Budimpešti (1986),

nagrada na Desetem baletnem tekmovanju v NDR (1987),

Zlata ptica (1988),

nagrada na Borštnikovem srečanju za avtorski projekt Veter pesek in zvezde, SMG, (1991),

Zlati lovorjev venec na MESS, Sarajevo, za koreografijo predstave Odisej in sin, ZKM, (1991),

nagrada za odrski gib v predstavi Kraljevo, 2. Marulovi dani, Split (1992),

Župančičeva nagrada (1994),

nagrada Prešernovega sklada za koreografiji Trilogija, zadnje dejanje in Klon (1998),

prestižno priznanje Koreografa zmagovalca na Svetovnem bienalnem tekmovanju koreografov v francoskem Seine-Saint-Denisu za predstavo RAM (1998),

Zlata paličica za koreografijo predstave Sneguljčica, SMG, (2003),

nagrada za vrhunske dosežke v kulturi Mestne občine Murska Sobota (2003),

Grand Prix Marulić na 14. mednarodnem festivalu za igrane in dokumentarne radijske igre Prix Marulić za kratko radijsko uprizoritev Hamlet (2010).

## Režije
- 2022 S. Hamer: Vse OK, SNG Drama Ljubljana
- 2018 W. Shakespeare:Hamlet, Slovensko stalno gledališče,Trst
- 2018 Philip Glass: Lepotica in zver , SNG Opera in balet, Ljubljana
- 2017 Človek. ki je okušal oblike, Flota, Bunker
- 2017 M. Sosič: Paurosa bellezza, Il Rosetti - Teatro Stabile del Friuli Venezia Giulia,Trst
- 2017 M. Sosič: Grozljiva lepota, Slovensko stalno gledališče,Trst
- 2016 M. v. Mayenburg: Pes, noč in nož, Slovensko stalno gledališče,Trst
- 2015 Groznovilca, Lutkovno gledališče Ljubljana
- 2014 Guliverjeva potovanja, Drama SNG Maribor
- 2013 Škrat Kuzma dobi nagrado, SMG
- 2011 Dom za igralce, Anton Podbevšek Teater
- 2008 W. Shakespeare: Macbeth, Flota

## Koreografije
- 2024 avtor predstave Nezaželeni, Flota, Cankarjev dom, Plesni teater Ljubljana
- 2021 avtor predstave Druga stran ulice, Flota
- 2019 avtor predstave Posvetitev pomladi, Lutkovno gledališče Ljubljana
- 2018 avtor predstave Moški z nožem, SNG opera in balet Ljubljana
- 2018 Jevegenij Onjegin, r. Yulia Roschina, SLG Celje
- 2016 avtor predstave Sinestezija, Flota
- 2016 avtorski projekt Rdeča-sled, Flota in Bunker
- 2016 Figarova svatba, r. Yulia Roschina, SNG opera Ljubljana
- 2015 Gospa Bovary, r. Yulia Roschina, SNG Nova Gorica
- 2015 avtor predstave No More Solo, Flota in Plesni teater Ljubljana
- 2013 avtor predstave The Politics of Dancing, Flota in Plesni teater Ljubljana
- 2012 Zang Tumb Tuuum, r. Vito Taufer, SNG Drama, Ljubljana
- 2012 Maškarada, r. Vito Taufer, HNK Ivan Plemeniti Zajc, Rijeka
- 2011 avtor predstave Kuća cveća, Bitef Dance Company
- 2011 avtor predstave Pustite otroke k meni, Flota in Cankarjev dom
- 2009 avtor predstave Srh, Flota in Cankarjev dom
- 2008 W. Shakespeare Macbeth, Flota
- 2008 avtor predstave UKAZ, Zavod EN-KNAP
- 2008 avtor predstave Odpotovani / En Partage, Cie Coline / Francija, Plesni Teater Ljubljana
- 2006 Bakhantke, r. Vito Taufer, SSG Trst in SNG-PDG Nova Gorica
- 2006 avtor predstave Zakajbimekdoustavil, Flota
- 2006 avtor predstava Sama/Seule, Cie Coline/ Francija, Plesni Teater Ljubljana in Flota
- 2006 W. Shakespeare Hamlet, r. Matjaž Zupančič, MGL
- 2006 avtor predstave Nemotelonemepesmi, Flota
- 2005 avtor odlomka Poletje v predstavi 4+1, plesalca Igorja Sviderskega, Plesni Teater Ljubljana
- 2004 avtor predstave Posvećenje proljeća, Studio za suvremeni ples/ Hrvaška
- 2004 avtor predstave Bari, Flota, Intercult-Švedska
- 2004 Matjaž Zupančič Hodnik, r. Matjaž Zupančič, SNG Drama Ljubljana
- 2004 avtor dela Beta - Cie Coline/ Francija
- 2003 avtor predstave Krog v telesu - kvadrat v glavi, Flota, Cankarjev dom
- 2003 Sneguljčica in sedem palčkov, r. Vito Taufer, SMG Ljubljana
- 2002 avtorski projekt 3.oLo
- 2002 avtor predstave Govori mi svoje telo
- 2001 B. Brecht Opera za tri groše, r. Matjaž Zupančič, SNG Drama Ljubljana
- 2001 avtor predstave Pohujšanje, Flota, Cankarjev dom, Opera in balet SNG Maribor

2000
- avtor predstave 10° POD 0 - Flota, Cankarjev dom

1999
- avtor predstave OTOK - Plesni Teater Ljubljana
- avtor predstave KORAK - E.P.I. center
- avtor predstave TERMINAL - Flota, Cankarjev dom

1998
- koreografija za opero TRIUMF AFRODITE in scensko delo KRALJ OJDIP (režija: Krešimir Dolenčič) - SNG Opera in balet, Ljubljana
- kratka verzja predstave TERMINAL - Cankarjev dom, Intercult

1997
- TRILOGIJA , Zadnje dejanje (Posvetitev pomladi, Romeo in Julija, Labodje Jezero) - Skupina Matjaža Fariča, Cankarjev dom Ljubljana
- avtor predstave KLON - Plesni Teater Ljubljana
- avtor predstave FROM THE DESERT THROUGH THE FOREST - Diversions Dance Company, Cardiff- UK
- televizijski dokument o nastajanju projekta Trilogija – TV Slovenija

1996
- koreografija za gledališko predstavo KASIMIR UND KAROLINE (režija: Eduard Miler) - Mestno gledališče iz Celovca
- koreografija za gledališko predstavo INDIJ’C HOČE V BRONX (režija: Mateja Koležnik) - SNG Drama iz Ljubljane
- avtor predstave POSVETITEV POMLADI - Skupina Matjaža Fariča
- koreografija za gledališko predstavo GALILEO GALILEI (režija: Vinko Moderndorfer) – MGL

1995
- avtor predstave STRAVINSKI IN JAZ - Studio za suvremeni ples iz Zagreba
- avtor predstave ROMEO IN JULIJA - Skupina Matjaža Fariča

1994
- avtor predstave LABODJE JEZERO - Skupina Matjaža Fariča
- koreografija za gledališko predstavo GOSPODIČNA JULIJA - (režija: Eduard Miler) SMG iz Ljubljane
- koreografija za gledališko predstavo HAMLET POSLJE HAMLETA - (režija: Krešimir Dolenčič)Teatar ITD iz Zagreba
- koreografija za gledališko predstavo UGANKA KORAJŽE - (režija: Meta Hočevar) SNG Drama iz Ljubljane

1993
- koreografija za gledališko predstavo SUSN (režija: Eduard Miler) - SMG iz Ljubljane
- avtor predstave DERR - Skupina Matjaža Fariča
- koreografija za gledališko predstavo ANTIGONA (režija: Mira Erceg) - Koninklijk Jeugdtheater Antwerpen
- koreografija za opero PLAŠČ (režija: Krešimir Dolenčič ) – SNG Opera v Ljubljani
- koreografija za opero PLAŠČ (režija: Krešimir Dolenčič ) - HNK v Zagrebu
- avtorski projekt SOLO
- koreografija za gledališko predstavo TARTIF - (režija: Vito Taufer) SMG iz Ljubljane

1992
- koreografija za gledališko predstavo SKRIVNI DNEVNIK JADRANA KRTA (režija: Duša Škof) - SLG Celje
- koreografija za gledališko predstavo TIMON ATENSKI - (režija: Vito Taufer) SNG Drama iz Ljubljane
- koreografija za film GOSPODIČNA MARY - Televizija Slovenija
- koreografija za gledališko predstavo MAGIC AND LOSS (režija: Eduard Miler) - ZeKaeM

1991
- koreografija za gledališko predstavo KROKAR - (režija: Janez Pipan) SMG iz Ljubljane
- avtor predstave VETER PESEK IN ZVEZDE - SMG iz Ljubljane
- koreografija predstave CROSSROOM - dela predstave 4x4 v izvedbi Plesnega teatra iz Ljubljane
- koreografija za gledališko predstavo KRALJEVO (režija: Vito Taufer) - NK Ivan Zajc z Reke
- koreografija za gledališko predstavo TUGOMER (režija: Mira Erceg) - MGL
- avtor predstave ICHT - Vzhodni plesni projekt

1990 
- koreografija za gledališko predstavo ELIZABETA BAM (režija: Ranka Mesarič) - NK August Cesarec iz Varaždina
- koreografija za gledališko predstavo VIDA GRANTOVA (režija: Katja Pegan) - PDG iz Nove Gorice
- koreografija za gledališko predstavo ODISEJ IN SIN (režija: Vito Taufer) - ZeKaeM Zagreba
- avtor predstave EMOTIONAL - Vzhodni plesni projekt

1989 
- koreografija dramskega observatorija ZENIT skupine Rdeči pilot in SMG iz Ljubljane
- koreografija za gledališko predstavo DON LORENZO (režija: Katja Pegan) – AGRFT in EG Glej
- koreografija za gledališko predstavo TRIUMF SMRTI (režija: Bojan Jablanovec) - SNG Maribor
- avtor predstave RDEČI ALARM - Vzhodni plesni projekt
- avtor dela BLAZNI - Plesni studio INTAKT
- nastopa kot plesalec v predstavi L’ANNIVERSAIRE 1959 skupine Testworks iz Amsterdama

1988 
- ustanovi skupino VZHODNI PLESNI PROJEKT in uprizori predstavo 6. APRIL
- koreografija za gledališko predstavo VILINČEK Z LUNE (režija: Duša Škof) - SNG Maribor
- plesalec v baletnem observatoriju ZENIT skupine Rdeči pilot
- avtorski projekt ZLOM

1987
- koreografija za plesni solo GEISTER MEINES LEBENS (plesalec: Mario Heinemann)
- diplomska predstava DAS HERZ DES STEINES
- avtorski večer SANJE MARIA H.

1986
- koreografira predstavo VEČERNA v Plesnem gledališču Celje
- solo GHOSTS OF MY LIFE